# The Cheetah Girls (groupe)
Pour les articles homonymes, voir The Cheetah Girls.
The Cheetah Girls est un girl group créé par Walt Disney Company, connu également pour les films du même nom diffusé sur Disney Channel et ayant vendu près de 4 millions d'albums dans le monde entre 2003 et 2008. Ce groupe est constitué de trois membres : Adrienne Bailon, Sabrina Bryan, et Kiely Williams.
Le groupe a lancé une ligne de vêtements, plusieurs parfums, des poupées, des objets de décorations pour chambre, des livres mais aussi une série de jeux vidéo. Elles ont également réalisées trois tournées nationales prénommées Cheetah-licious Christmas Tour, The Party's Just Begun Tour et One World Tour, dont la seconde a engendré 43 millions de dollars de recettes.

## Carrière
Le 11 octobre 2005 (aux États-Unis) et après le succès du film Cheetah Girls, Disney a décidé de transformer ce groupe de fiction en un vrai groupe. Mais l'actrice Raven-Symoné n'a pas fait partie du groupe car occupée par la série Phénomène Raven entre autres, et n'a donc pas fait partie du vrai groupe. Cependant, elle a indiqué vouloir continuer à tourner dans les films. En janvier 2005, les membres du groupe ont enregistré pour la première fois en tant que trio pour le DisneyMania 2005 la chanson « I Won't Say (I'm in Love) » tiré de la bande originale du film Hercule.

### Cheetah-licious Christmas (2005)
En octobre 2005, le groupe sort sous licence Walt Disney Records un album nommé Cheetah-licious Christmas (sorti en France le 17 septembre 2007). Cet album contient des chansons classiques sur Noël ainsi que des chansons originales dont une est coécrite par les membres du groupe. L'album a été classé soixante-quatorzième au Billboard 200. La chanson principale, « Cheetah-licious Christmas », a été diffusée sur Radio Disney et le vidéo-clip sur Disney Channel. Une deuxième chanson originale, « Five More Days 'Til Christmas » a été diffusée également sur Radio Disney. En automne 2005, pour promouvoir l'album, le groupe a fait une série de concerts qui a rencontré un grand succès. Après la sortie de cet album, Adrienne Bailon a déclaré que cet album n'était pas leur premier véritable album, mais un album pour les fêtes.

### TCG (2006-2007)
En janvier 2006, les Cheetah Girls ont commencé à travailler sur leur premier album « officiel » TCG. Cependant, la production et le tournage du film Les Cheetah Girls 2 a conduit le groupe à suspendre ce travail. Adrienne Bailon a expliqué cette position par leur volonté de produire un album se distinguant d'une bande originale inspirée d'un film, et par le fait que les membres du groupe voulaient être connus sous leurs véritables noms et non pas par leurs personnages (Chanel, Dorinda et Aqua).

Sabrina Bryan, dans une interview accordée à Billboard à propos de l'album, indique alors que le groupe est à l'écriture d'un album prévu pour une tournée de concerts appelée « Party's Just Begun tour » et visant à conquérir une audience plus adulte. Elle rajoute que le groupe souhaite collaborer avec des producteurs avec beaucoup d'expérience, ou plus neufs dans le métier, comme Timbaland. L'album doit être distribué par Hollywood Records. Adrienne Bailon avait rajouté, lors d'une interview au magazine Bop, que la chanson Girls Just Want to Have Fun serait la première chanson de l'album. Cette chanson fut interprétée lors de la tournée du groupe avec d'autres nouvelles chansons : Falling For You, Cheetah-licious, Girls Just Want to Have Fun, Fuego, Do No Wrong et Fall Apart. Cependant, seuls les titres Fuego et Do No Wrong seront intégrées à l'album TCG, dont la sortie prévue initialement le 19 juin 2007 fut reportée au 25 septembre suivant. Après la sortie de So Bring It On sur Radio Disney, le groupe a annoncé que Fuego sera la deuxième chanson sortant en single et qu'elle serait illustrée par un vidéo-clip.
L'album TCG a un site officiel propre.

### One World et autres projets (2008)
Les éditions espagnole et deluxe de l'album TCG, prévues pour 2008, ont été annulées par Hollywood Records.
En janvier 2008, le groupe commence à tourner un nouveau film Les Cheetah Girls : Un monde unique (The Cheetah Girls: One World), premier film de la série sans Raven-Symoné. Ce film au budget de 25 millions USD est diffusé le 22 août 2008 aux États-Unis, et en janvier 2009 en France, la bande originale du film étant sortie le 19 août. Dans le même temps, et en dehors du groupe, Adrienne Bailon prépare un album en solo, Sabrina Bryan figure dans le film Byou 2 après avoir participé au premier du nom et Kiely Williams joue dans le film Super blonde.
La tournée One World commence le 8 octobre 2008 après avoir été annoncée par Adrienne Bailon en mai et se fera non seulement aux États-Unis, mais ailleurs dans le monde. La tournée est allée au Canada et en Espagne aussi, et elle a eu un très bon succès. Et elle a été chorégraphiée par Fatima Robinson, la chorégraphe du film Un monde unique.
Vers la fin de novembre 2008, Kiely a annoncé que le groupe, après la fin de la tournée (fin décembre), va se séparer et chacune des filles va poursuivre sa propre carrière solo. Et en janvier 2009, Adrienne a confirmé cette séparation tout en mettant l'accent sur le fait que les filles vont rester amies et toujours en contact.
Et jusqu'à présent on entend toujours des rumeurs qui parlent d'une probabilité de faire un 4e volet mais rien n'est confirmé.

## Filmographie
| Année | Titre                               | Rôle | Lieu                                   |
| 2003  | Cheetah Girls                       | Raven-Symoné : Galleria Garibaldi et Les Cheetah Girls [Adrienne Bailon : Chanel Simmons, Sabrina Bryan : Dorinda Thomas et Kiely Williams : Aquanetta Walker] | Toronto, Canada et Manhattan, New York |
| 2006  | Les Cheetah Girls 2                 | Raven-Symoné : Galleria Garibaldi et Les Cheetah Girls [Adrienne Bailon : Chanel Simmons, Sabrina Bryan : Dorinda Thomas et Kiely Williams : Aquanetta Walker] | Barcelone, Espagne                     |
| 2008  | Les Cheetah Girls : Un monde unique | Les Cheetah Girls [Adrienne Bailon : Chanel Simmons, Sabrina Bryan : Dorinda Thomas et Kiely Williams : Aquanetta Walker]                                      | Udaipur, Inde                          |

## Apparitions à la télévision
| Année | Titre                                                        | Notes |
| 2005  | The 2005 Macy's Thanksgiving Day Parade                      | Elles ont interprété leur chanson « Five More Days 'Til Christmas » |
| 2005  | The 2005 ABC Christmas Day Parade                            | Elles ont interprété leur chanson « Cheetah-licous Christmas » |
| 2006  | The 2006 Teen Choice Awards                                  | Elles ont présenté l'oscar pour Fall Out Boy |
| 2006  | Arthur Ashe Kids' Day                                        | Elles ont interprété leurs chansons « Cheetah Sisters » et « The Party's Just Begun » |
| 2006  | Good Day L.A.                                                | Guest-star |
| 2006  | Good Morning America                                         | Guest-star, un seul épisode, avec Raven-Symoné. Elles ont interprété leur chanson « The Party's Just Begun » |
| 2006  | Live with Regis and Kelly                                    | Guest-star, un seul épisode. Elles ont interprété leur chanson « The Party's Just Begun » |
| 2006  | The Cheetah Girls: In Concert (Le Concert des Cheetah Girls) | Ce concert a été diffusé sur Disney Channel France en juin 2008 |
| 2006  | Martha                                                       | Elles ont interprété leur chanson « The Party's Just Begun », un seul épisode. Guest-star |
| 2006  | The View                                                     | Guest-star, un seul épisode. Elles ont interprété leur chanson « Strut » |
| 2006  | The 2006 American Music Awards                               | pas de notes |
| 2006  | The Tonight Show                                             | Guest-star, un seul épisode. Elles ont interprété leur chanson « Step Up » |
| 2006  | The Today Show                                               | Guest-star, un seul épisode. |
| 2007  | Blue Peter                                                   | Guest-star, un seul épisode. Elles ont interprété leur chanson « The Party's Just Begun » |
| 2007  | GMTV                                                         | Guest-star, un seul épisode. Elles ont interprété leur chanson « So Bring It On » |
| 2007  | 2007 Disney Channel Games                                    | Adrienne dans le groupe rouge, Kiely dans le groupe bleu, Sabrina dans le groupe jaune. Elles ont interprété leur chansons « So Bring It On », « Strut » et « Girl Power ». Mais seulement, c'est seulement « Strut » qui est diffusée à la fin des cérémonies. |
| 2007  | The Cheetah Girls Chit Chat                                  | C'est seulement sur Disney Channel USA |
| 2007  | Good Day L.A                                                 | Guest-star, un seul épisode |
| 2007  | Good Morning America                                         | Guest-star, un seul épisode. Elles ont interprété leur chanson « Fuego » |
| 2007  | The Early Show                                               | Guest-star, un seul épisode. Elles ont interprété leurs chansons « Fuego » et « Break out this box » |
| 2007  | KTLA Morning Show                                            | Guest-star, un seul épisode. |
| 2007  | Kristi Yamaguchi Friends & Family                            | Elles ont interprété leurs chansons « Fuego », « Step Up », « Homesick » et « So Bring It On » |
| 2007  | A Hollywood Christmas Celebration                            | Elles ont interprété leurs chansons « Break Out This Box » et « Cheetah-licious Christmas » |
| 2008  | Extra                                                        | Guest-star, un seul épisode. |
| 2008  | American Idol                                                | Guest-star, dans l'audience. |
| 2008  | Destination Cheetah Girls : Un Monde Unique                  | Elles parlent sur la coulisse de la production du troisième volet. À noter que le premier épisode de Destination Cheetah Girls : Un Monde Unique sera diffusé en France le 29 novembre 2008                                                                     |
| 2008  | Wal-Mart Soundcheck                                          | Elles ont interprété leurs chansons « Strut », « One World », « Cheetah Love » et « Break Out This Box » |
| 2008  | 2008 Disney Channel Games                                    | Adrienne dans le groupe rouge, Kiely dans le groupe bleu, Sabrina dans le groupe jaune. Elles vont interpréter « One World », « Cheetah Love » et « Dance Me If You Can »                                                                                       |
| 2008  | La Vie de palace de Zack et Cody                             | Guest-star, un seul épisode nommé La suite 2330 (en anglais Doin' Time in Suite 2330) |
| 2008  | The Cheetah Girls One World: Playback                        | Diffusé sur Disney Channel USA pour faire des annonces pour la bande originale (album) du nouveau film. |
| 2008  | CW 11 Morning Show                                           | Guest-star, un seul épisode |
| 2008  | Mi TRL                                                       | Guest-star, un seul épisode |
| 2008  | Good Morning America                                         | Guest-star, un seul épisode. Elles ont interprété leurs chansons « One World » et « Dance Me If You Can » |
| 2008  | TRL                                                          | Guest-star, un seul épisode |
| 2008  | 2008 ALMA Awards                                             | Elles ont interprété leur chanson « One World » |
| 2008  | Studio DC: Almost Live                                       | Spécial TV deuxième édition |
| 2008  | Disney Channel live: El concierto                            | Un concert en Espagne, diffusé sur Disney Channel España. Elles ont interprété leurs chansons « The Party's Just Begun », « Fuego », « Amigas Cheetahs », « Dance Me If You Can » et « One World »                                                              |
| 2008  | Detroit Pistons Vs. Portland Trailblazers                    | Guest-star, elles ont interprété l'hymne national des États-Unis : The Star-Spangled Banner |

## Discographie

### Albums
- 2005 : Cheetah-licious Christmas
- 2007 : In Concert: The Party's Just Begun Tour
- 2007 : TCG

### Les EP
- 2007 : TCG EP
- 2008 : The Cheetah Girls : One World Soundcheck

### Bandes Originales des films
- 2003 : The Cheetah Girls avec Raven-Symoné (Ventes mondiales : 2 100 000)
- 2006 : The Cheetah Girls 2 avec Raven-Symoné (Ventes mondiales : 1 400 000)
- 2008 : The Cheetah Girls : One World (Ventes mondiales : 600 000)

### Compilations d'albums
- 2005 : Radio Disney Jams 7 (Cinderella)
- 2005 : DisneyMania 3 (I Won't Say (I'm in Love))
- 2005 : Chicken Little (Shake A Tail Feather)
- 2005 : DisneyRemixMedia (I Won't Say (I'm In Love) et Girl Power (Remix))
- 2006 : Radio Disney Jams 8 (Shake A Tail Feather)
- 2006 : DisneyMania 4 (If I Never Knew You)
- 2007 : Radio Disney Jams 9 (Strut)
- 2007 : Disney Channel Holiday (Have Yourself a Merry Little Christmas)
- 2007 : DisneyMania 5 (So This Is Love)
- 2008 : Radio Disney Jams 10 (So Bring It On)
- 2008 : DisneyMania 6 (Some Day My Prince Will Come)
- 2008 : Princess DisneyMania (So This Is Love)

## Produits dérivés
À part les DVD's et bandes originales de films, le groupe Cheetah Girls bénéficie de plusieurs produits dérivés.
C'est ainsi qu'en 2006 est lançée une ligne de vêtements, disponible uniquement dans les magasins Sears.
En milieu d'année 2006, des têtes à brosser à l'effégie des personnages sont commercialisées.
Le 14 septembre 2006, Disney lance le premier jeu vidéo du même nom sur la console Game Boy Advance. Il est alors suivi de The Cheetah Girls : Popstars Sensation (2007) et de The Cheetah Girls : Passport To Stardom (2008), tous deux accessibles sur Nintendo DS,.
En 2007, pour coïncider avec la promotion du film Les Cheetah Girls 2, des poupées à l'effigie des personnages sont alors réalisées par la firme Play Along Toys,,.
Pour leurs tournées, de nombreux produits tels que T-Shirts, autocollants sont disponibles uniquement lors de ces évènements.
Des costumes pour enfants, parfums et autres jouets interactifs musicaux sont aussi des produits dérivés réalisés sous la licence The Cheetah Girls.

## Tournées
| Années    | Nombre de dates | Titre                          | Format |
| --------- | --------------- | ------------------------------ | ------ |
| 2005-2005 | 16              | Cheetah-licious Christmas tour | -      |
|           |                 |                                |        |

| Années    | Nombre de dates | Titre                       | Format  |
| --------- | --------------- | --------------------------- | ------- |
| 2006-2007 | 58              | The Party's Just Begun Tour | TV, DVD |
|           |                 |                             |         |

| Années    | Nombre de dates | Titre          | Format |
| --------- | --------------- | -------------- | ------ |
| 2008-2008 | 50              | One World Tour |        |
|           |                 |                |        |

## Récompenses
- Radio Disney
  - Song Of The Year Award (pour Cinderella en 2003)

- Radio Disney
  - Best song from a TV-movie (pour Cinderella en 2003)

- National Association for Multi-ethnicity in Communications Awards'
  - Best Music Video Award (pour Strut en 2007)

- Radio Disney
  - Best Dance Style Award (en 2007)

- Radio Disney
  - Best Group Award (en 2007)

- Radio Disney
  - Best Song To Wake Up To Award (pour Step Up en 2007)

- Radio Disney
  - Best Song To Dance To Award (pour Strut en 2007)